# Provincia de Hizen
La  provincia de Hizen (肥前国 Hizen no kuni?) era una antigua provincia de Japón en el área que le corresponde actualmente a las prefecturas japonesas de Saga y Nagasaki. Hizen limitaba con las provincias de Chikuzen y Chikugo. No incluía las islas de Iki y Tsushima las cuales ahora son parte de la prefectura de Nagasaki.
"Hizen" tiene sus orígenes en el período Nara durante las reformas del sistema Ritsuryō y Kokugunri cuando la provincia fue separada de la provincia de Higo. El nombre aparece en las legendarias crónicas  Shoku Nihongi del año 696. La antigua capital provincial de Hizen estaba cerca de lo que ahora comprende la ciudad de Yamato, Saga. 
A finales del período Muromachi, la provincia fue el sitio de gran parte del contacto en su primera fase entre Japón y occidente, debido al creciente arribo de comerciantes y misioneros portugueses y españoles. Hirado y posteriormente Nagasaki se convirtieron en grandes centros de comercio exterior y un gran porcentaje de la población japonesa se convirtió al catolicismo. Toyotomi Hideyoshi dirigió la invasión a Corea desde la ciudad de Nagoya, Nagasaki, en Hizen, y después inició la política de aislamiento sakoku y la persecución de los cristianos en Japón (Kirishitan) lo cual trajo como consecuencia la rebelión de Shimabara. 
Durante el período Edo, la provincia de Hizen estaba dividida bajo el dominio de varios daimyo, pero el clan dominante era el Nabeshima, del cual su dominio estaba centrado en el castillo de Saga y sus al rededores (hoy la ciudad de Saga). Al finalizar el Shogunado Tokugawa, Hizen fue separada entre los siguientes han (feudos):
| Dominio              | Daimyo     | Extensión (koku) | Tipo   |
| Dominio de Saga      | Nabeshima  | 357,000          | tozama |
| Dominio de Ogi       | Nabeshima  | 73,000           | tozama |
| Dominio de Shimabara | Matsudaira | 70,000           | fudai  |
| Dominio de Hirado    | Matsuura   | 61,000           | tozama |
| Dominio de Karatsu   | Ogasawara  | 60,000           | fudai  |
| Dominio de Hasunoike | Nabeshima  | 52,000           | tozama |
| Dominio de Ōmura     | Ōmura      | 28,000           | tozama |
| Dominio de Kashima   | Nabeshima  | 20,000           | tozama |
| Dominio de Fukue     | Gotō       | 12,000           | tozama |

Durante este tiempo el puerto de Nagasaki permaneció como un territorio tenryō, administrado para el gobierno Tokugawa por el bugyō de Nagasaki, e incluía el campamento de comercio de las Indias Orientales Neerlandesas de Dejima. Después de la restauración Meiji en 1868 llevaría a la abolición del sistema han en 1871, de manera que obligó a todos los daimyo a rendirse ante el nuevo gobierno de Meiji, el cual dividió a la nación en numerosas prefecturas, las cuales se consolidaron en 47 prefecturas y 3 áreas urbanas en 1888. La antigua provincia de Hizen quedaría dividida en la presente prefectura de Saga y la mayor parte de la prefectura de Nagasaki.